# Mic On
Mic On è il dodicesimo EP del girl group sudcoreano Mamamoo, pubblicato nel 2022.

## Tracce
1. 1, 2, 3 Eoi! (하나둘셋 어이!?) – 2:56
2. Illella (일낼라?) – 2:46
3. L.I.E.C – 2:58